# 對馬市
對馬市（日语：／ Tsushima shi */?）是位於日本長崎縣的城市，轄區為對馬島及附近島嶼，為日本最接近韓國的行政區劃，轄區內擁有陸海空三個自衛隊的基地。雖然對馬市隸屬長崎縣，但由於交通的關係，與福岡縣的往來較為密切，經濟上主要也是仰賴福岡縣，甚至是來自韓國的觀光客。當地主要產業為淺茅灣的漁業和珍珠養殖。
人口主要集中在位於東南部的巖原地區。全市人口雖然不足4萬人，但是依舊擁有高密度的公共建設，包括9座市民館、7座包含棒球場和跑道的運動公園、8座室內體育館、3座私營武道館等設施。

## 歷史

### 年表
- 1889年4月1日：實施島嶼町村制，現在的轄區在當時分屬：
  - 下縣郡：巖原村、久田村、豆酘村、佐須村、雞知村、竹敷村、船越村、仁位村、奴加岳村
  - 上縣郡：峰村、仁田村、佐須奈村、豐崎村、琴村
- 1919年4月1日：巖原村改制為巖原町。
- 1932年4月1日：竹敷村被併入雞知村。
- 1940年10月17日：雞知村改制為雞知町。
- 1948年12月1日：豐崎村改制為豐崎町。
- 1955年1月1日：豐崎町和琴村合併為上對馬町。
- 1955年3月1日：雞知町和船越村合併為美津島町。
- 1955年3月20日：仁位村和奴加岳村合併為豐玉村。
- 1955年4月15日：仁田村和佐須奈村合併為上縣町。
- 1956年9月30日：巖原町、久田村、豆酘村和佐須村合併為新設置的嚴原町。
- 1975年3月4日：對馬機場開始營運。
- 1975年4月1日：豐玉村改制為豐玉町。
- 1976年4月1日：峰村改制為峰町。
- 2004年3月1日：對馬島上的巖原町、美津島町、豐玉町、峰町、上縣町、上對馬町合併為對馬市，市役所設於舊巖原町的位置。[2]

### 變遷表
| 1908年以前 | 1908年4月1日 | 1908年 - 1949年         | 1950年 - 1959年       | 1960年 - 1989年       | 1989年 - 現在             | 現在                      |
| ---------- | ------------ | ----------------------- | --------------------- | --------------------- | ------------------------- | ------------------------- |
|            | 豐崎村       | 1948年12月1日 豐崎町    | 1955年1月1日 上對馬町 | 1955年1月1日 上對馬町 | 2004年3月1日 合併為對馬市 | 2004年3月1日 合併為對馬市 |
|            | 琴村         |                         | 1955年1月1日 上對馬町 | 1955年1月1日 上對馬町 | 2004年3月1日 合併為對馬市 | 2004年3月1日 合併為對馬市 |
|            | 仁田村       | 仁田村                  | 1955年4月15日 上縣町  | 1955年4月15日 上縣町  | 2004年3月1日 合併為對馬市 | 2004年3月1日 合併為對馬市 |
|            | 佐須奈村     |                         | 1955年4月15日 上縣町  | 1955年4月15日 上縣町  | 2004年3月1日 合併為對馬市 | 2004年3月1日 合併為對馬市 |
|            | 峰村         | 峰村                    | 峰村                  | 1976年4月1日 峰町     | 2004年3月1日 合併為對馬市 | 2004年3月1日 合併為對馬市 |
|            | 巖原村       | 1919年4月1日 巖原町     | 1956年9月30日 巖原町  | 1956年9月30日 巖原町  | 2004年3月1日 合併為對馬市 | 2004年3月1日 合併為對馬市 |
|            | 久田村       |                         | 1956年9月30日 巖原町  | 1956年9月30日 巖原町  | 2004年3月1日 合併為對馬市 | 2004年3月1日 合併為對馬市 |
|            | 豆酘村       |                         | 1956年9月30日 巖原町  | 1956年9月30日 巖原町  | 2004年3月1日 合併為對馬市 | 2004年3月1日 合併為對馬市 |
|            | 佐須村       |                         | 1956年9月30日 巖原町  | 1956年9月30日 巖原町  | 2004年3月1日 合併為對馬市 | 2004年3月1日 合併為對馬市 |
|            | 雞知村       | 1940年10月17日 雞知町   | 1955年3月1日 美津島町 | 1955年3月1日 美津島町 | 2004年3月1日 合併為對馬市 | 2004年3月1日 合併為對馬市 |
|            | 竹敷村       | 1932年4月1日 併入雞知村 | 1955年3月1日 美津島町 | 1955年3月1日 美津島町 | 2004年3月1日 合併為對馬市 | 2004年3月1日 合併為對馬市 |
|            | 船越村       |                         | 1955年3月1日 美津島町 | 1955年3月1日 美津島町 | 2004年3月1日 合併為對馬市 | 2004年3月1日 合併為對馬市 |
|            | 仁位村       | 仁位村                  | 1955年3月20日 豐玉村  | 1975年4月1日 豐玉町   | 2004年3月1日 合併為對馬市 | 2004年3月1日 合併為對馬市 |
|            | 奴加岳村     |                         | 1955年3月20日 豐玉村  | 1975年4月1日 豐玉町   | 2004年3月1日 合併為對馬市 | 2004年3月1日 合併為對馬市 |

## 產業
2003年對馬市的漁獲產值為140億5100萬日圓、珍珠養殖33億4800萬日圓。島上有80%的地區是森林，所以林業及相關的產業也有70億日圓左右的產值。對馬島上以前還有礦業，從公元六世紀就開始出產銀和鉛，是全日本最早開採銀礦的地方，直到1975年因為礦產減少且開採成本增加而停止開採。

## 交通

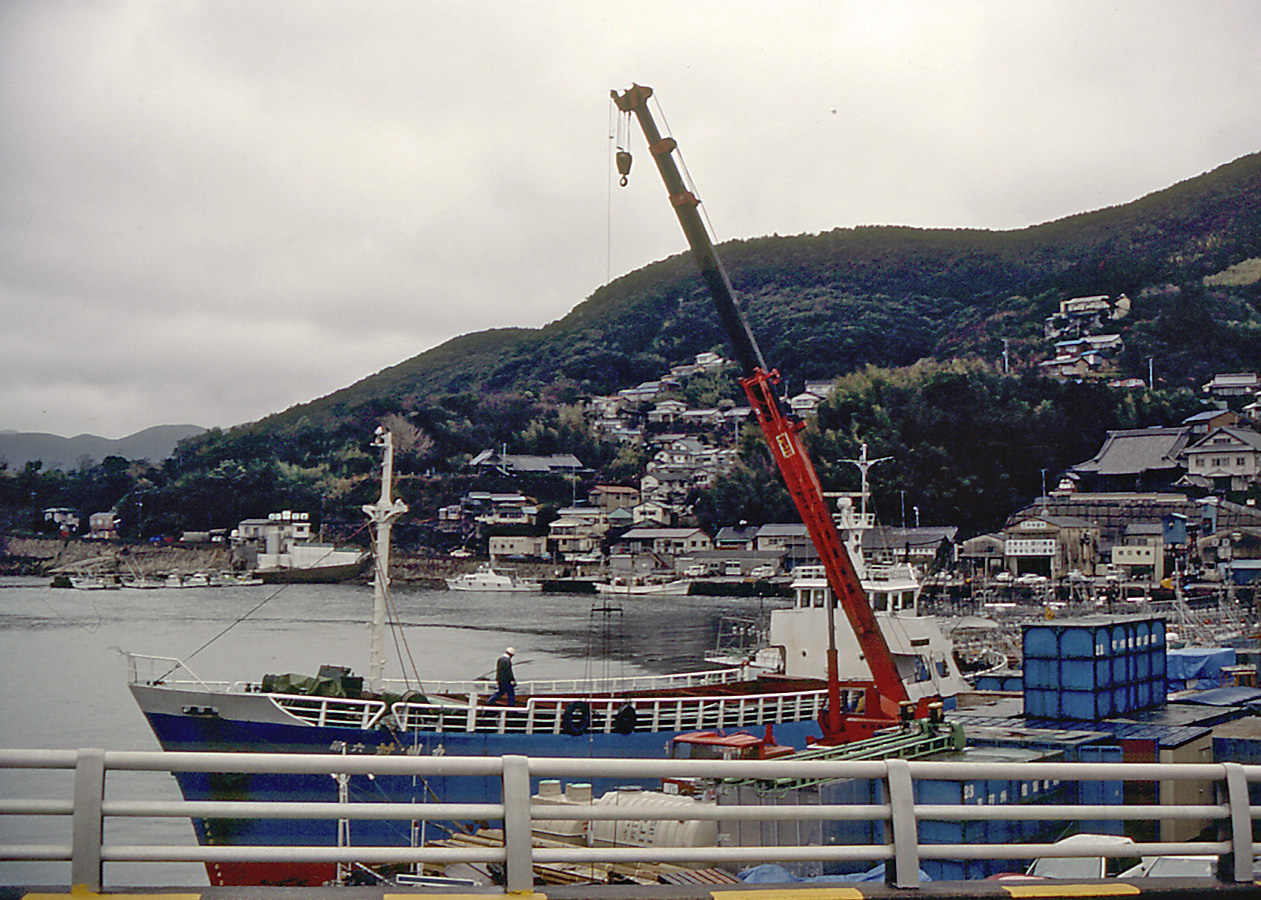
當地漁港

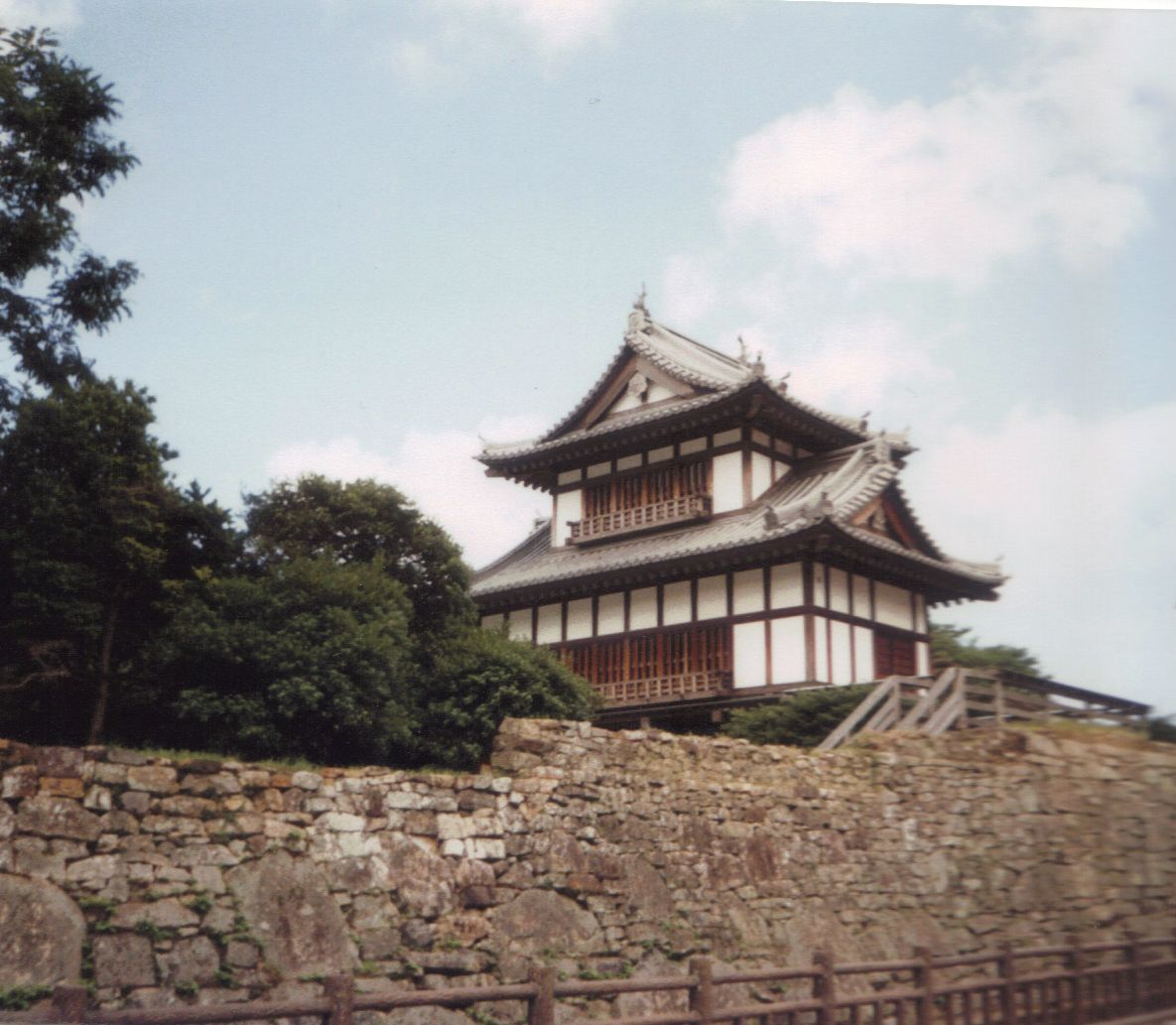
金石城

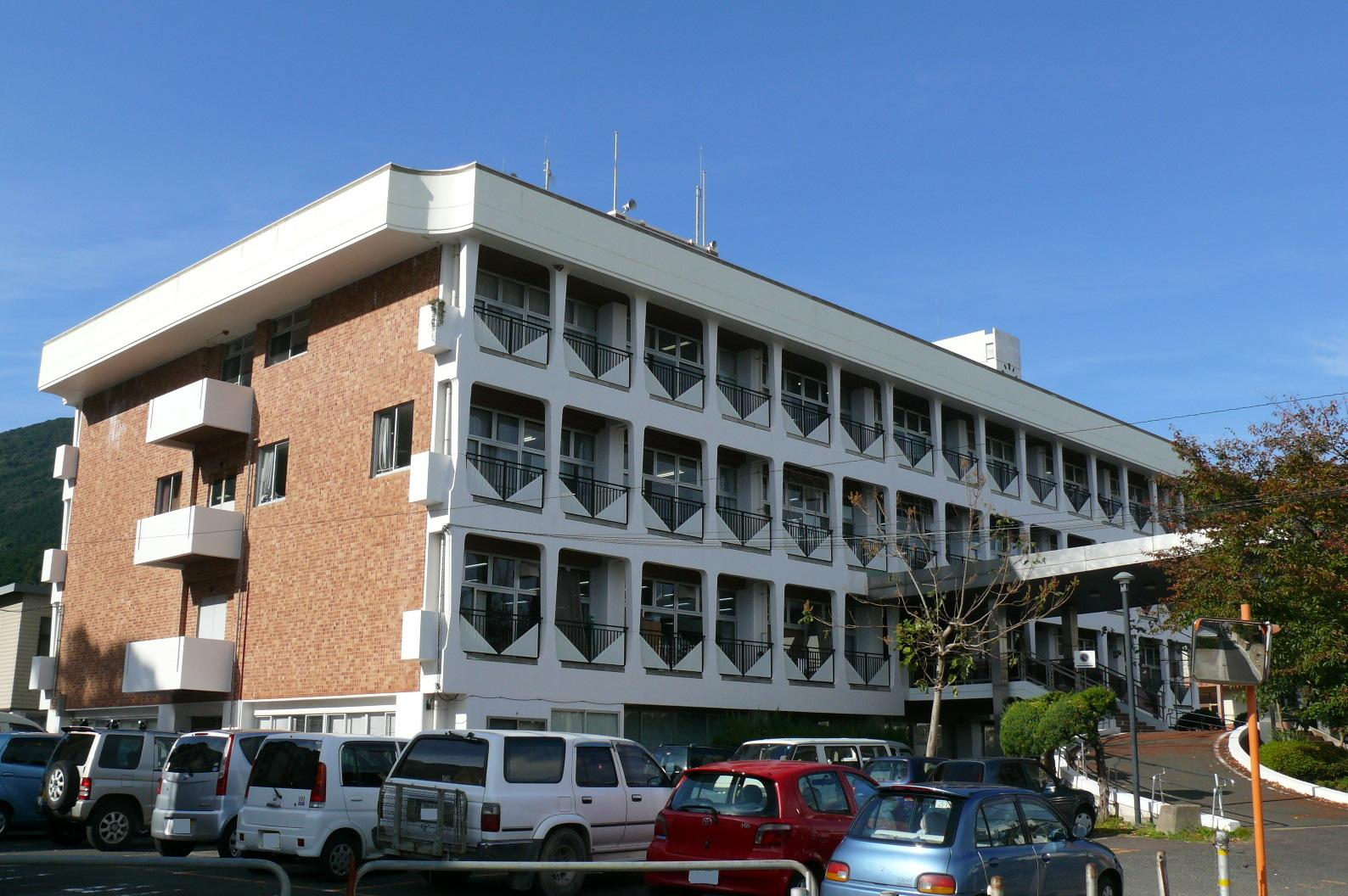
市公所

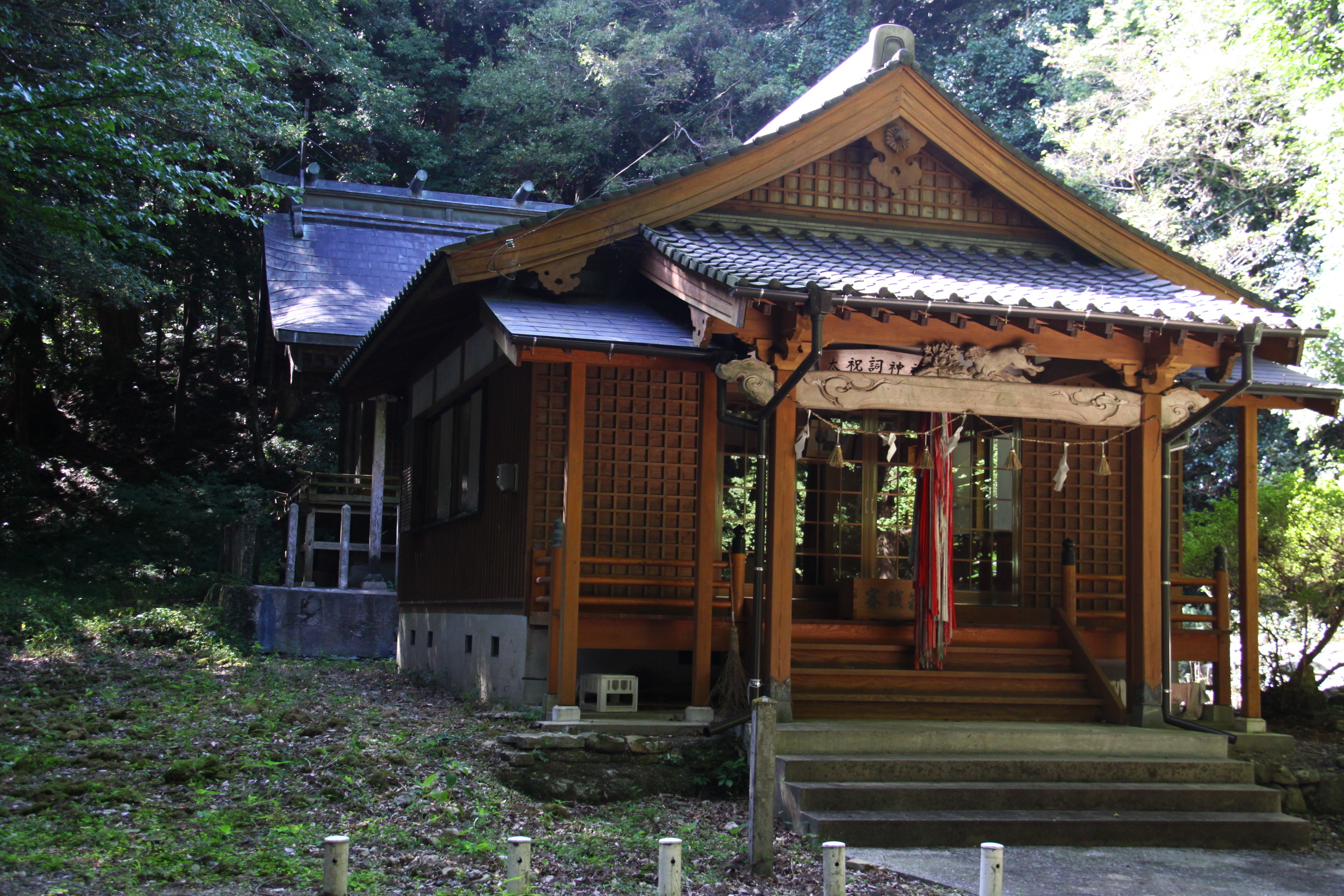
太祝詞神社

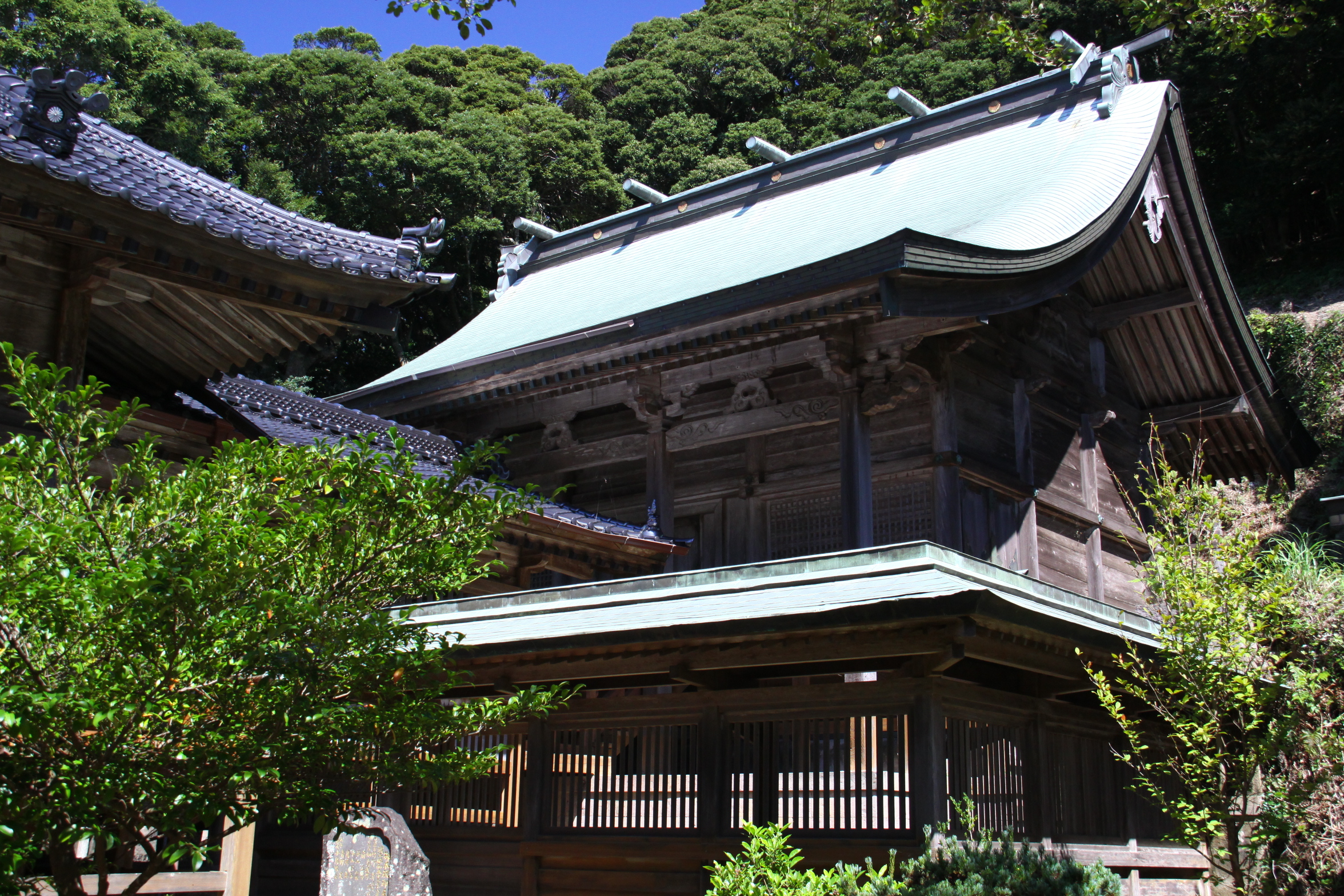
海神社

### 公路
- 國道382號

### 機場
- 對馬機場

### 港口
- 巖原港
- 比田勝港

## 觀光

### 景點
- 烏帽子岳展望台
- 韓國展望所
- 巖原八幡宮神社
- 和多都美神社
- 木坂海神神社
- 天神多久頭魂神社
- 圓通寺
- 萬松院
- 金田城遺跡
- 金石城遺跡
- 清水山城遺跡
- 朝鮮國譯官使殉難之碑
- 對馬藩主宗家墓所

### 溫泉
- 巖原溫泉
- 美津島溫泉
- 峰溫泉
- 上對馬溫泉

### 海水浴場
- 湊濱海水浴場
- 三宇田濱海水浴場
- 井口濱海水浴場
- 茂木濱海水浴場
- 美津島町海水浴場
- 青潮里、尾浦海水浴場
- 豆酘板形海水浴場

## 教育

### 高等學校
- 長崎縣立對馬高等學校
- 長崎縣立豐玉高等學校
- 長崎縣立上對馬高等學校

## 事件
- 對馬佛像被盗事件

## 友好、姊妹都市

### 日本
- 中津川市（岐阜縣）：1994年上對馬町與蛭川村締結為姊妹町村，兩地先後在2004年及2005年合併後，2007年重新締結為姊妹都市。[3]
- 瀨戶內市（岡山縣）：1996年巖原町與牛窗町締結為姊妹町，兩地先後在2004年合併後，2006年重新締結為姊妹都市。[4]
- 高月町（滋賀縣伊香郡）：1998年巖原町與奇締結為姊妹町，在對馬市誕生後，兩地繼續維持姊妹都市之關係。

### 海外
- 關島（美國海外屬地）：於1977年締結為姊妹島
- 影島區（大韓民國釜山廣域市）：於1986年締結為姊妹島

## 本地出身之名人
- 宗義智:戰國時期大名
- 橋川文三：政治學者
- 新庄剛志：前職業棒球選手
- MISIA：歌手
- 出羽嵐大輔：前相撲力士
- Ruka:BABYMONSTER成員

## 外部連結
- （简体中文） 對馬市官方網頁
- （日語） 對馬觀光物產協會 （页面存档备份，存于）
- （日語） 對馬市商工會 （页面存档备份，存于）
- （日語） 國境馬拉松 in 對馬
- （日語） NPO法人　對馬之實力